# David Buckley
David Buckley (Londen, 7 juni 1976) is een Brits componist van voornamelijk filmmuziek.

## Biografie
Buckley studeerde muziek aan de Universiteit van Cambridge. Na zijn studie ging Buckley naar Los Angeles, waar hij met componist Harry Gregson-Williams een samenwerking had als arrangeur en additioneel componist in de muziekstudio Remote Control Productions. Ook componeerde Buckley tussendoor ook zijn eigen werk met in het begin vooral korte films. Zijn eerste eigen werk op het witte doek was in 2008 met de film The Forbidden Kingdom. Op televisie is hij het meest bekend  de televisieserie The Good Wife. In 2013 componeerde Buckley de muziek van het computerspel Call of Duty: Ghosts.
Buckley ontving in 2017 voor de televisieserie The Good Fight een Primetime Emmy Award-nominatie in de categorie Outstanding Original Main Title Theme Music en een Hollywood Music in Media Award-nominatie in de categorie Best Main Title - TV Show/Digital Streaming Series. Een prijs die hij daadwerkelijk won was in 2013 een 'BMI Film & TV Award' voor de televisieserie The Good Wife en in 2021 een 'BMI Film, TV & Visual Media Award' met de film Nobody.

## Filmografie
| Jaar | Titel                                         | Opmerkingen                |
| ---- | --------------------------------------------- | -------------------------- |
| 2008 | The Forbidden Kingdom                         |                            |
| 2009 | Tell-Tale                                     |                            |
| 2009 | Blood Creek                                   | aka Town Creek             |
| 2010 | From Paris with Love                          |                            |
| 2010 | The Town                                      | met Harry Gregson-Williams |
| 2011 | Alicia Florrick: Real Deal Inside the Episode |                            |
| 2011 | Trespass                                      |                            |
| 2012 | ATM                                           |                            |
| 2012 | Gone                                          |                            |
| 2013 | Parker                                        |                            |
| 2014 | A Bit of Bad Luck                             |                            |
| 2014 | Breaking the Bank                             |                            |
| 2016 | Grimsby                                       | met Erran Baron Cohen      |
| 2016 | The Nice Guys                                 | met John Ottman            |
| 2016 | Jason Bourne                                  | met John Powell            |
| 2017 | The Boy Downstairs                            |                            |
| 2017 | Papillon                                      |                            |
| 2019 | Angel Has Fallen                              |                            |
| 2019 | Arctic Justice                                |                            |
| 2020 | Unhinged                                      |                            |
| 2020 | Greenland                                     |                            |
| 2021 | Nobody                                        |                            |
| 2021 | Trees of Peace                                |                            |
| 2023 | Kandahar                                      |                            |

## Overige producties

### Computerspellen
| Jaar | Titel                         | Opmerkingen      |
| ---- | ----------------------------- | ---------------- |
| 2010 | Shrek Forever After: The Game |                  |
| 2013 | Call of Duty: Ghosts          |                  |
| 2015 | Batman: Arkham Knight         | met Nick Arundel |

### Televisiefilm
| Jaar | Titel           | Opmerkingen |
| ---- | --------------- | ----------- |
| 2013 | Killing Lincoln |             |
| 2013 | Company Town    |             |
| 2016 | Killing Reagan  |             |
| 2017 | Perfect Citizen |             |

### Televisieseries
| Jaar | Titel              | Opmerkingen                |
| ---- | ------------------ | -------------------------- |
| 2010 | The Good Wife      | 2010-2016                  |
| 2012 | Coma               | miniserie                  |
| 2015 | Proof              |                            |
| 2016 | Mecry Street       | 2016-2017                  |
| 2016 | BrainDead          |                            |
| 2017 | The Good Fight     | 2017-heden                 |
| 2017 | The Gifted         | 2017-2019, met John Ottman |
| 2019 | Evil               | 2019-heden                 |
| 2020 | The Stranger       |                            |
| 2021 | Stay Close         | met Luke Richards          |
| 2022 | The Sandman        |                            |
| 2022 | The Lincoln Lawyer | 2022-heden                 |
| 2023 | Your Honor         |                            |

### Documentaires
| Jaar | Titel                                | Opmerkingen |
| ---- | ------------------------------------ | ----------- |
| 2004 | Fighter Plane Dig... Live!           |             |
| 2005 | The Real Da Vinci Code               |             |
| 2006 | The Girl Who Came Back From the Dead |             |
| 2010 | In the Land of the Free...           |             |
| 2017 | Cruel and Unusual                    |             |
| 2019 | One World: Occupation                |             |

### Korte films
| Jaar | Titel                                            | Opmerkingen |
| ---- | ------------------------------------------------ | ----------- |
| 2001 | Walking wih Walken                               |             |
| 2003 | Guts                                             |             |
| 2003 | Sleeping Dog                                     |             |
| 2003 | A Stray Glance                                   |             |
| 2005 | Sammy Shortcut                                   |             |
| 2008 | The Kung Fu Dream Team                           |             |
| 2009 | I Do                                             |             |
| 2011 | Diversion                                        |             |
| 2011 | Book of Dragons                                  |             |
| 2012 | A Bi-Coastal Affair                              |             |
| 2012 | Research & Development                           |             |
| 2013 | The Deal                                         |             |
| 2016 | The Master: A Lego Ninjago Short                 |             |
| 2016 | Trigger                                          |             |
| 2018 | Tranquility - An Independer Espionage/Crime Film |             |

### Additionele muziek
David Buckley componeerde ook aanvullende muziek voor andere componisten bij de films:
| Jaar | Titel                                    | Opmerkingen                                                  |
| ---- | ---------------------------------------- | ------------------------------------------------------------ |
| 2006 | Flushed Away                             | voor Harry Gregson-Williams                                  |
| 2007 | The Number 23                            | voor Harry Gregson-Williams                                  |
| 2007 | Shrek the Third                          | voor Harry Gregson-Williams                                  |
| 2007 | Gone Baby Gone                           | voor Harry Gregson-Williams                                  |
| 2007 | Shrek the Halls                          | korte film, voor Harry Gregson-Williams                      |
| 2008 | Metal Gear Solid 4: Guns of the Patriots | computerspel, voor Harry Gregson-Williams                    |
| 2008 | Jolene                                   | voor Harry Gregson-Williams                                  |
| 2010 | Prince of Persia: The Sands of Time      | voor Harry Gregson-Williams                                  |
| 2011 | Life in a Day                            | documentaire, voor Harry Gregson-Williams en Matthew Herbert |
| 2011 | Arthur Christmas                         | voor Harry Gregson-Williams                                  |
| 2013 | American Hustle                          | voor Danny Elfman                                            |
| 2014 | Winter's Tale                            | voor Hans Zimmer en Rupert Gregson-Williams                  |
| 2014 | Big Eyes                                 | voor Danny Elfman                                            |
| 2015 | Fifty Shades of Grey                     | voor Danny Elfman                                            |
| 2017 | Fifty Shades Darker                      | voor Danny Elfman                                            |
| 2021 | The Woman in the Window                  | voor Danny Elfman                                            |

## Prijzen en nominaties

### Emmy Awards
| Jaar | Titel          | Categorie         | Uitslag     |
| ---- | -------------- | ----------------- | ----------- |
| 2017 | The Good Fight | Beste titelmuziek | Genomineerd |

## Hitlijsten

### Albums
| Album met hitnotering(en) in de Vlaamse Ultratop 200 albums | Datum van verschijnen | Datum van binnenkomst | Hoogste positie | Aantal weken | Opmerkingen                  |
| ----------------------------------------------------------- | --------------------- | --------------------- | --------------- | ------------ | ---------------------------- |
| Jason Bourne                                                | 2016                  | 20-08-2016            | 193             | 1            | met John Powell / soundtrack |